# Lancheras de Cataño
Lancheras de Cataño est un club portoricain de volley-ball fondé en 2010 et basé à Cataño, évoluant pour la saison 2013 en LVSF.

## Palmarès
- Championnat de Porto Rico
  - Vainqueur : 2012.

## Effectifs

### Saison 2013
Entraîneur : Henry Collazo  Porto Rico